# Centrofera bimaculata
Centrofera bimaculata är en insektsart som beskrevs av Brunner von Wattenwyl 1878. Centrofera bimaculata ingår i släktet Centrofera och familjen vårtbitare. Inga underarter finns listade i Catalogue of Life.